# Stjepan Radić
Stjepan Radić (11 de junho de 1871 – Zagreb, 8 de agosto de 1928) foi um político croata, fundador do Partido Camponês Croata (CPP,Hrvatska Seljačka stranka) em 1905. Radić reuniu o campesinato da Croácia em uma força política viável. Ao longo de sua carreira, ele se opôs à união centralizada do novo país e, mais tarde, a hegemonia sérvia na Iugoslávia e se tornou uma importante figura política no país.

## Biografia
Político de múltiplas facetas, passou da devoção aos Habsburgos a defensa de um Estado republicano, repudia a incorporação da Croácia no Reino dos Sérvios, Croatas e Eslovenos, sob controle do rei sérvio Alexandre I da Iugoslávia. Ele manteve, apesar de todas as mudanças políticas, o apoio esmagador do eleitorado croata, principalmente camponês.
Foi assassinado por um político sérvio-montenegrino, Punisa Račić (deputado nacionalista sérvio radical que representava um círculo sérvio de Montenegro) no Parlamento: mais um ato que aprofundou as divisões entre os croatas e os sérvios do Reino da Iugoslávia.